# Bingfield
Bingfield – wieś w Anglii, w hrabstwie Northumberland, w civil parish Whittington. Leży 29 km na zachód od miasta Newcastle upon Tyne i 413 km na północ od Londynu. W 1951 roku civil parish liczyła 76 mieszkańców.